# Пахомово (Никольский район)
Пахомово — деревня в Никольском районе Вологодской области.
Входит в состав Пермасского сельского поселения, с точки зрения административно-территориального деления — в Пермасский сельсовет.
Расстояние по автодороге до районного центра Никольска — 31 км, до центра муниципального образования Пермаса — 3 км. Ближайшие населённые пункты — Шири, Бродовица, Березово.
По переписи 2002 года население — 9 человек.